# Alta Pusteria
Per Alta Pusteria (in tedesco Hochpustertal), si intende convenzionalmente sia il tratto della valle della Drava e del suo affluente Rio Sesto che appartiene politicamente all'Italia, sia il tratto successivo della valle della Drava in territorio austriaco.

## Geografia

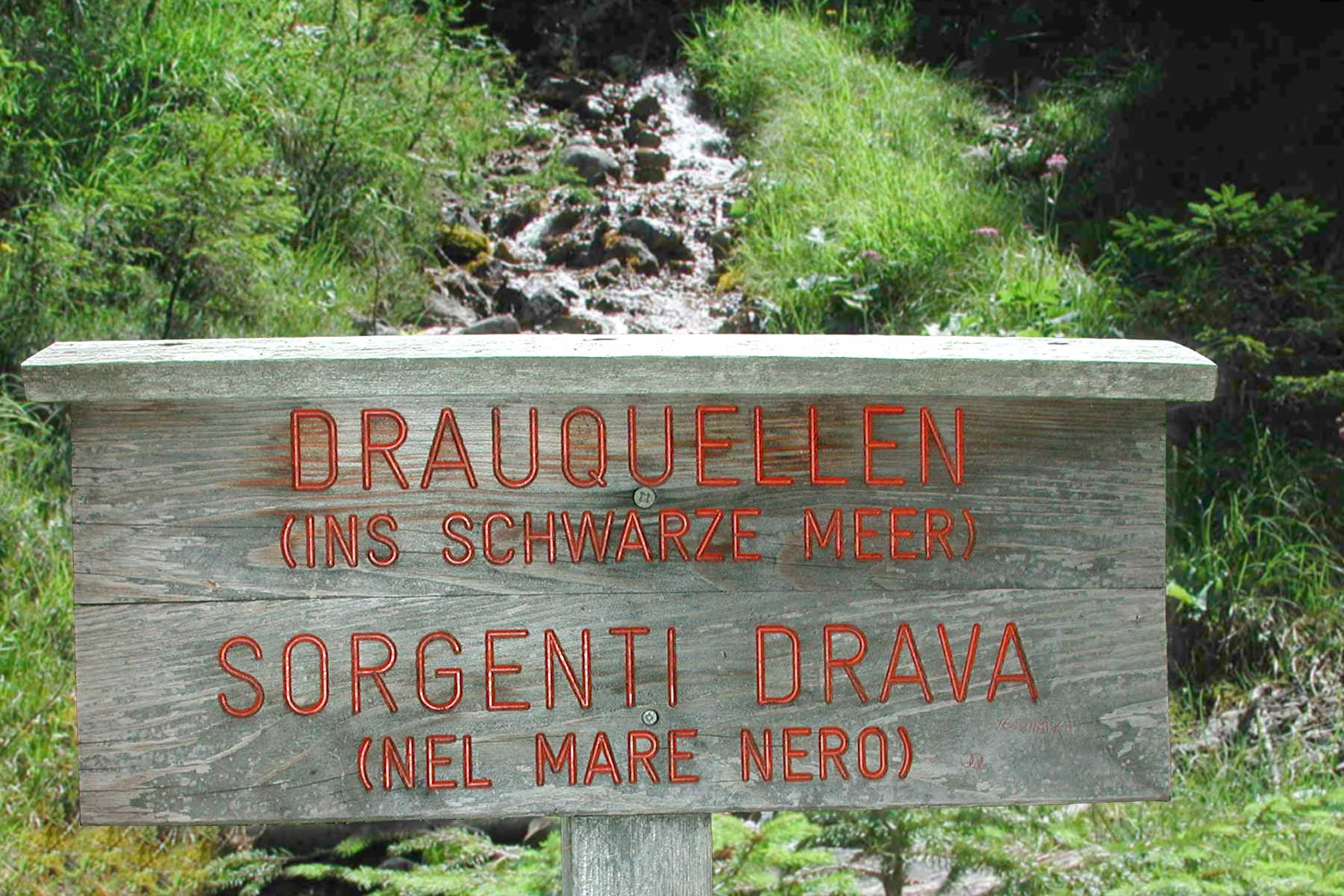
Sella di Dobbiaco

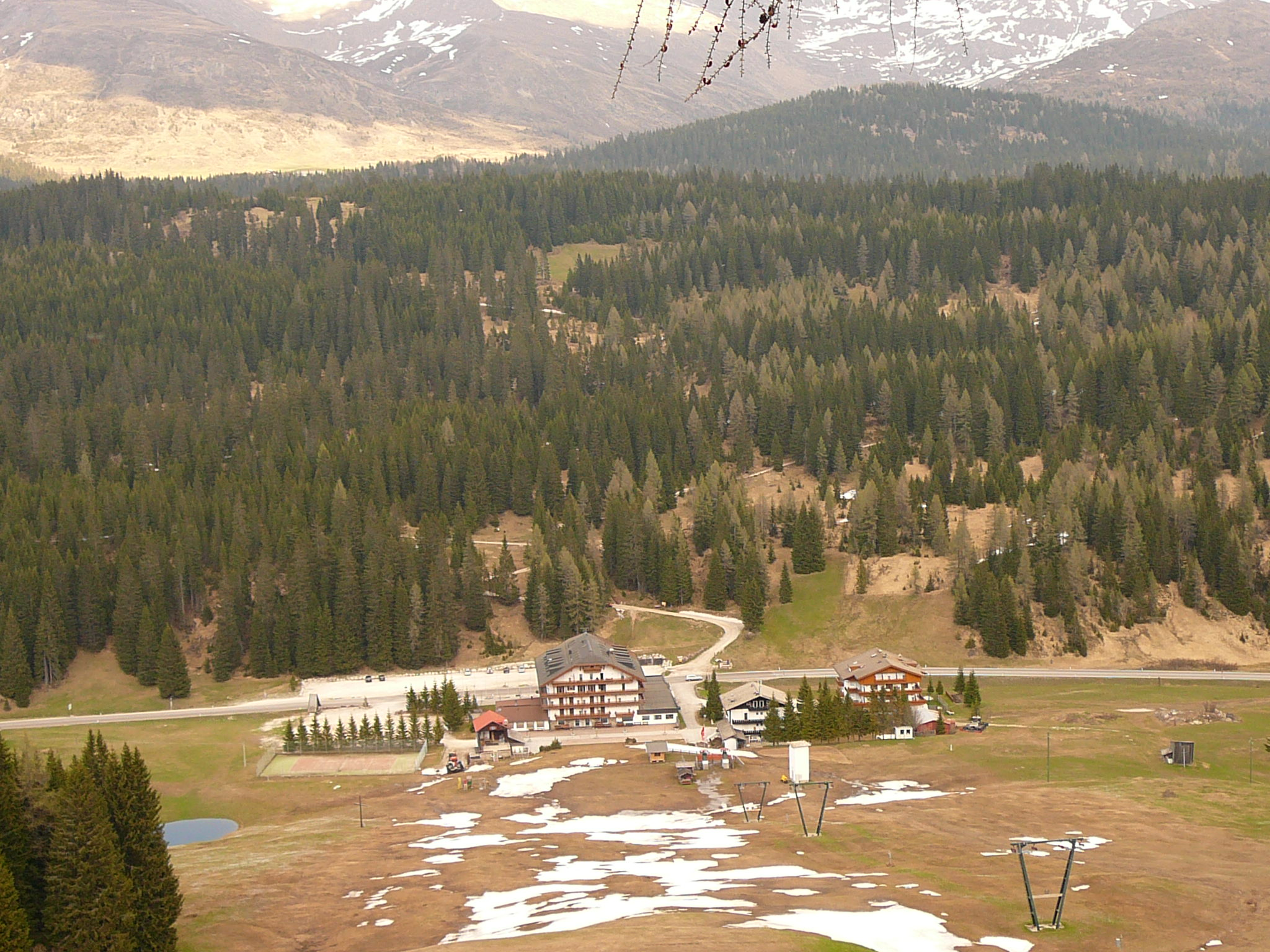
Passo di Monte Croce di Comelico

La prima porzione dell'Alta Pusteria, pur essendo in territorio italiano, è posta al di là della Sella di Dobbiaco, che costituisce la spartiacque tra il bacino idrografico del Danubio e il bacino idrografico dell'Adige/Adriatico. La linea di displuvio che la distingue dalla Val Pusteria è assai incerta, tanto che i corsi del Drava e del Rienza (appartenenti ai due distinti bacini idrografici) scorrono, in direzione opposta, in quella che appare come un'unica, ampia valle longitudinale.

## Storia
La porzione di territorio italiana al di là della Sella di Dobbiaco, non era ricompreso tra quello promesso all'Italia dal patto di Londra. Per ragioni militari l'Italia spostò la linea di armistizio, poi confermata dal Trattato di Saint-Germain-en-Laye (1919), che costituisce l'applicazione nei confronti dell'Impero austro-ungarico del Trattato di Versailles.

## Economia
L'attività economica ha visto l'affermarsi della Senfter, la più grande impresa di produzione di speck, con sede a San Candido e diffusa a livello mondiale.
Altre attività sono: imbottigliamento acque minerali, prodotti dolciari e varie attività artigianali.
Ma l'economia è soprattutto trainata dal turismo sia estivo sia invernale.

## Trasporti
È percorsa dalla strada Statale della Pusteria (fino al confine di stato) e dalla strada statale Carnica, fino al passo di Monte Croce di Comelico.
È inoltre percorsa dalla ferrovia Fortezza-San Candido, ad un binario, elettrificata secondo il sistema italiano (3000 V cc); prosegue per Lienz, percorrendo  altri 6 chilometri in territorio politicamente italiano, dotata di un'elettrificazione con catenaria di tipo italiano, ma con corrente secondo il sistema austriaco.

## Principali centri abitati

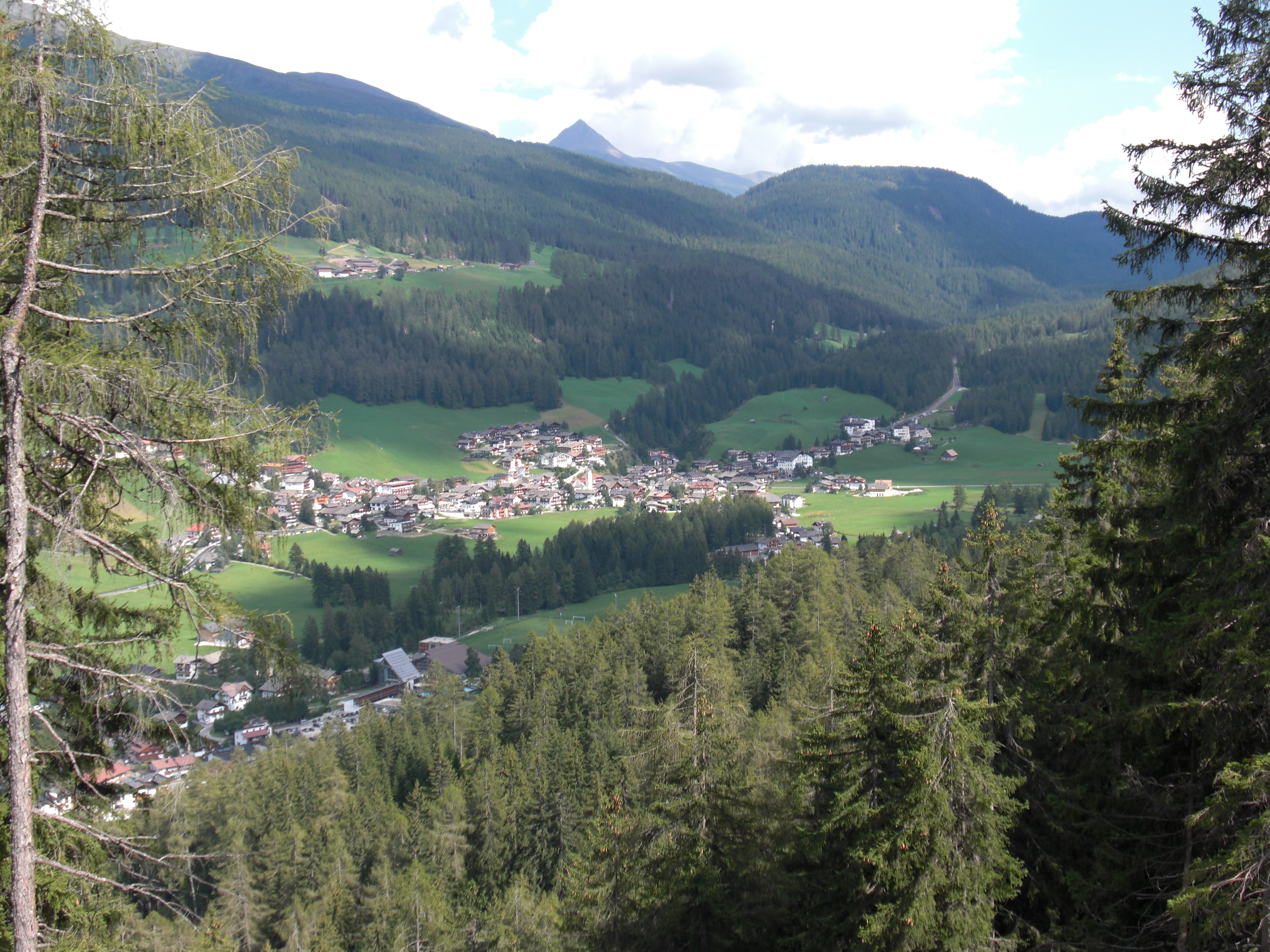
Sesto

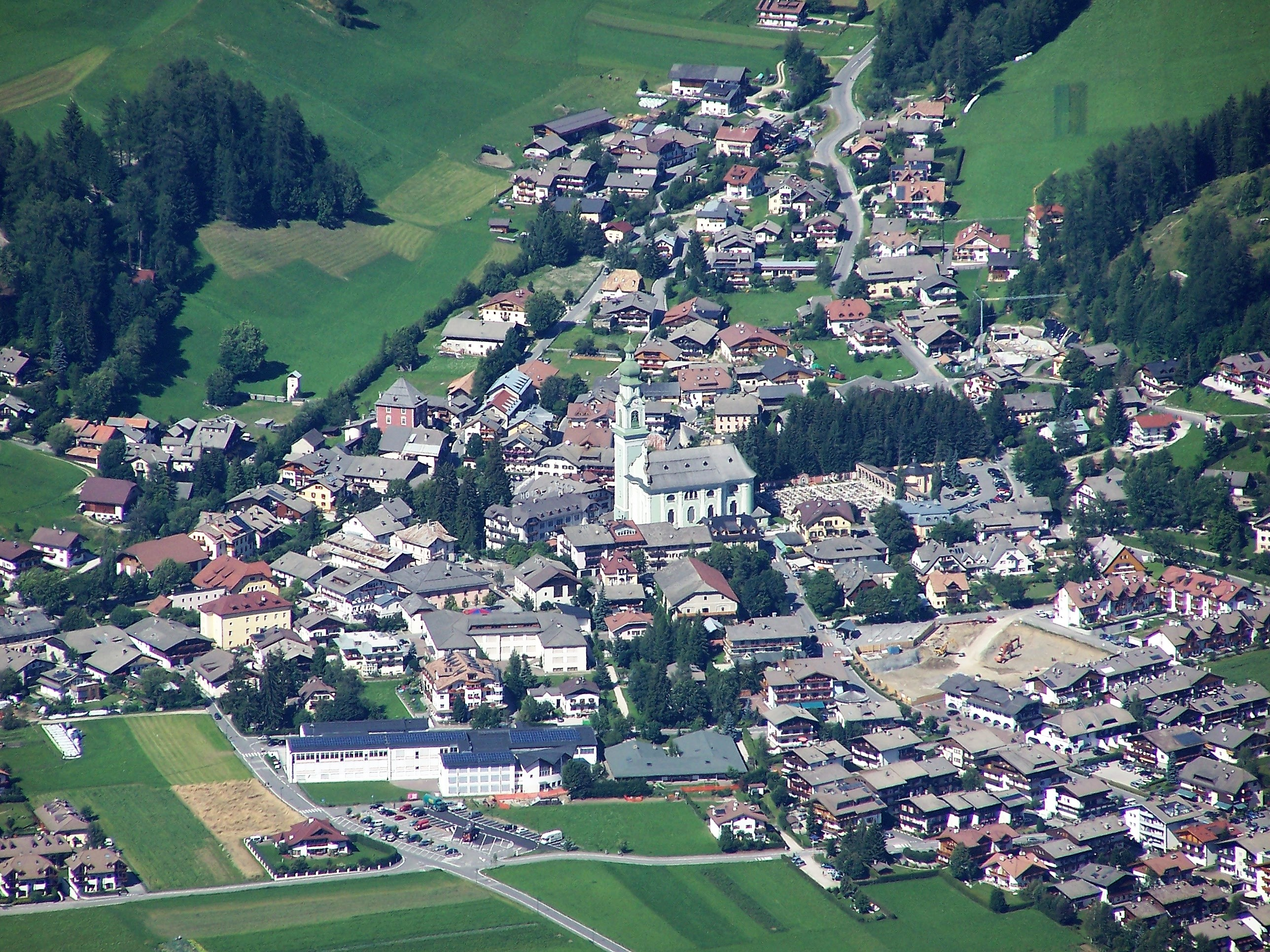
Dobbiaco

Parte italiana:
- Sesto
- San Candido
  - Prato alla Drava
  - Versciaco
- Dobbiaco
  - Carbonin
- Villabassa
- Braies
- Monguelfo-Tesido

Parte austriaca:
- Sillian
- Strassen
- Abfaltersbach
- Assling
- Leisach

## Turismo
Il Consorzio Turistico Alta Pusteria è l'ente che raggruppa le Associazioni Turistiche dei comuni di Sesto, San Candido, Dobbiaco, Villabassa, Monguelfo , Braies e il Centro Sci Alta Pusteria. Fondato nel 1993 dalla Provincia di Bolzano, il Consorzio coordina le attività di promozione turistica della valle e di valorizzazione del territorio.